# Ministério Público do Estado do Espírito Santo
O Ministério Público do Estado do Espírito Santo (MPES) é a instância no Estado do Espírito Santo do Ministério Público, que tem como objetivo defender os direitos dos cidadãos e os interesses da sociedade. 